# Неаполітанське герцогство

Неаполіта́нське герцогство (лат. Ducatus Neapolitanus) — державне утворення, яке зародилось у VII столітті як візантійська провінція (дукат) на землях Італії, які не були завойовані лангобардами століттям раніше. Дукат, яким керував військовий вождь (dux), швидко став де-факто незалежною державою, яка існувала понад п'ять століть.

## Напади лангобардів і заворушення в Неаполі
У часи перших нападів лангобардів на Італію в середині VI століття у Неаполі проживало 30-35 тис. мешканців. У 615 році Неаполь вперше повстав проти влади Равеннського екзарха, який був повноважним представником Візантійського імператора в Італії. Тому, в 638 році екзарх Елевтерій вперше утворив неаполітанський дукат, проте призначив дуку, який був відповідальним і залежним від візантійського стратига Сицилії. На той час територія дукату відповідала сучасним межам провінції Неаполь, до складу якого входили Флегрейські поля, землі поблизу Везувія, міста Сорренто, Джульяно, Аверса, Афрагола, Нола, острови Іск'я і Прочида.

## Заснування герцогства
У 661 році імператор Констант II надав право мешканцям Неаполя мати місцевого правителя та призначив герцогом (дукою) Василя, який володів також титулами патриція та консула. Влада герцога поширювалась на сусідні морські порти Гаету, Амальфі та Сорренто, які, проте, зберігали високий рівень автономності. Герцогство карбувало монети з профілем візантійського імператора та написами грецькою мовою, яка була офіційною мовою цього державного утворення.

## Герцогство під папським сюзеренітетом
У 763 герцог (дука) Стефан II відмовився від союзу з Константинополем на користь Рима, визнавши фактичний сюзеренітет Папи Римського. Ще за часів правління Іоанна I (711- бл. 719) Святий Престол допоміг Неаполю в його боротьбі з лангобардами, тоді як Візантія не змогла цього зробити.

## Правителі

### Дуки, призначені Візантією
- 661 — 666 Василь
- 666 — 670 Феофилакт I
- 670 — 673 Косма
- 673 — 677 Андрій I
- 677 — 684 Цезарій I
- 684 — 687 Стефан I
- 687 — 696 Бонель
- 696 — 706 Феодосій
- 706 — 711 Цезарій II
- 711 — 719 Іоанн I
- 719 — 729 Феодор I
- 729 — 739 Георгій
- 739 — 755 Григорій I
- 755 — 766 Стефан II
- 767 — 794 Григорій II
- 794 — 801 Феофилакт II
- 801 — бл. 818 Антим
- бл. 818—821 Феоктист
- 821 Феодор II
- 821 — 832 Стефан III
- 832 — 834 Бон
- 834 — Лев
- 834 — 840 Андрій II
- 840 Контард

### Дуки за правом спадкування престолу
Ці дуки не призначались представниками Візантійського імператора, а успадковували престол. Вони належали до династії Сергіїв та були нащадками дуки Сергія I, якого обрало населення Неаполя.

#### Династія Сергіїв
- 840 — 864 Сергій I
- 864 — 870 Григорій III
- 870 — 877 Сергій II
- 877 — 898 Афанасій
- 898 — 915 Григорій IV
- 915 — 919 Іоанн II
- 919 — 928 Марин I
- 928 — 968 Іоанн III
- 968 — 992 Марин II
- 992 — 999 Сергій III
- 999 — 1002 Іоанн IV
- 1002 — 1036 Сергій IV
  - 1027 — 1030 під контролем князя Капуанського Пандульфа IV
- 1036 — 1042 Іоанн V
- 1042 — 1082 Сергій V
- 1082 — 1097 Сергій VI
- 1097 — 1120 Іоанн VI
- 1120 — 1137 Сергій VII

князь Капуанський Альфонс Отвільський був обраний неаполітанцями дукою, внаслідок чого Неаполь став володінням нормандців.